# Cosuzeraineté d'Andorre
Les coprinces d'Andorre (en catalan : Coprínceps d'Andorra) sont les deux chefs de l’État indistincts de la principauté d'Andorre, dont les attributions sont décrites au titre III de la Constitution de 1993. Ce binôme matérialise la cosuzeraineté symbolique exercée par la France et l'Espagne, incarnée par le président de la République française et l'évêque d'Urgell.

## Histoire

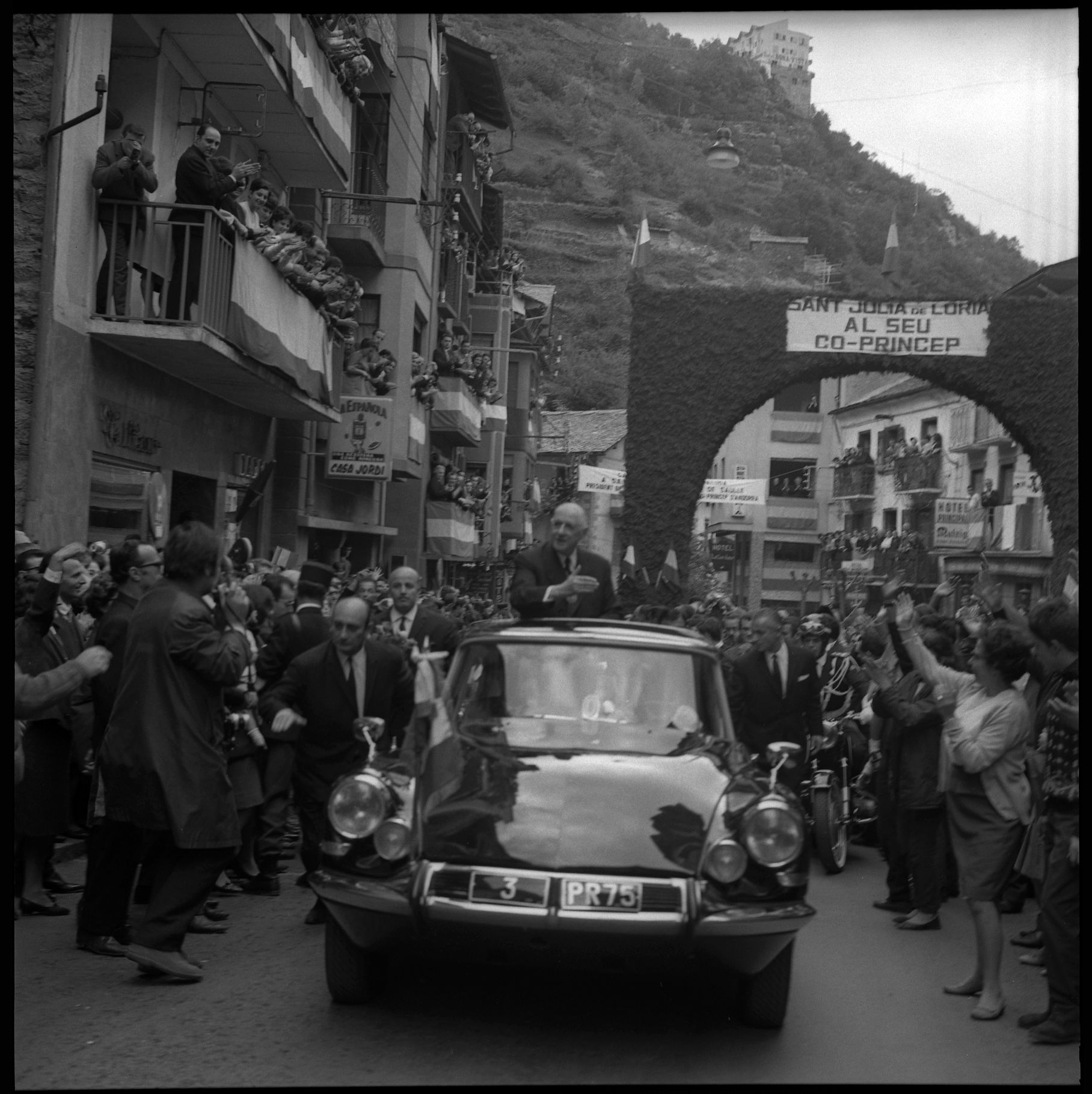
Visite de Charles de Gaulle en 1967.

La principauté fut établie en 1278 par le traité de paréage entre l'évêque d'Urgell (sous la suzeraineté du comte de Barcelone, roi d'Aragon) et le comte de Foix (sous la suzeraineté du roi de France). Les vallées andorranes, situées dans le comté d'Urgell étaient l'objet d'un débat entre les deux principaux vassaux du comte de Foix, l'évêque d'Urgell et le vicomte de Castelbon. La vicomté de Castelbon passa au comte de Foix, qui hérita donc de prétentions à l'Andorre. Le comté de Foix, avec la vicomté de Castelbon et la coseigneurie d'Andorre furent réunis au royaume de Navarre en 1479, puis au royaume de France en 1589. C'est le 2 mars 1663 que l'évêque d'Urgel prit le premier le titre princier (prince souverain des vallées d'Andorre).
En 1620, le roi Louis XIII, seigneur souverain d'Andorre, unit la Couronne de Navarre et la part fuxéenne de la Couronne d'Andorre à la Couronne de France.
En France, le 21 septembre 1792, l'abolition de la royauté est proclamée. Louis XVI, coprince d'Andorre et roi de France, est détrôné.
En 1793, la République française refuse d'exercer une souveraineté sur l'Andorre. Les coprinces évêques règnent donc désormais seuls, mais le viguier (représentant du roi de France en Andorre) nommé par Louis XVI en 1788, Boniface Gomma-Montou,, reste en poste jusqu'en 1806.
En 1806, Napoléon Ier, empereur des Français, rétablit à son profit la souveraineté française sur l'Andorre, considérant que depuis 1620 la part de souveraineté andorrane est unie à la souveraineté française, et que le souverain français, quel qu'il soit, détient la souveraineté andorrane de droit. Il nomme un nouveau viguier, Joseph Pilhes (qui démissionnera en 1820 en raison de son grand âge). Pendant la période 1812-1813, l'Andorre est momentanément annexée de facto — ainsi que les corregimientos espagnols de Catalogne — à l'Empire napoléonien (par des décrets impériaux — des 26 janvier 1812 (art. V) et 7 mars 1813 — et des sénatus-consultes jamais publiés) et incorporée dans le département du Sègre, puis en 1813 dans celui de Ter-et-Sègre. Les traités de Valençay (1813) puis de Paris (1814), en reconnaissant officiellement la frontière franco-espagnole de 1792, rétablissent de ce fait la souveraineté de l'Andorre.
De 1814 à 1830 (sauf pendant les Cent-Jours), le roi de France exerce de nouveau la souveraineté comme co-prince et seigneur des vallées souveraines d'Andorre. Louis XVIII nomme en 1820 un nouveau viguier, Pierre-Roch Roussillou (1785-1874),, qui sera destitué en 1831 en raison de ses opinions légitimistes, par le gouvernement de Louis-Philippe Ier.
En 1830, le coprince français, le roi Charles X est détrôné. Les chefs successifs de l'État français, suivant la logique établie par Napoléon, exercent la souveraineté andorrane, et portent le titre de coprince d'Andorre ex officio.
L'autorité était traditionnellement indivisible des deux coprinces : l'évêque d'Urgell et le président de la République française. Ils déléguaient leurs pouvoirs à deux viguiers : le viguier épiscopal et le viguier français.
En 1967, le général de Gaulle devient le premier co-prince français à se déplacer en Andorre depuis Henri IV.
Depuis 1993, date de la première Constitution de la principauté, les coprinces deviennent chefs d'État indistincts, et le titre de viguier n'existe plus, remplacé par celui de « représentant personnel du coprince ». Le chef du gouvernement est issu du Conseil général, composé de vingt-huit membres élus par les sept paroisses, à raison de quatre conseillers par paroisse.

## Attributions des coprinces
Le rôle des coprinces (coprínceps selon la langue officielle catalane) est déterminé par le Titre III Des Coprinces de la Constitution d'Andorre, adoptée en 1993.

### Statut

#### Chefs de l’État indistincts
En vertu de l'article 43(1) de la Constitution, les coprinces sont, conjointement et de manière indivise, le chef de l'État et en incarnent la plus haute représentation. Cette fonction est exercée, à titre personnel et exclusif, par l'évêque d'Urgell, nommé par le pape, et le président de la République française,.
Le coprince épiscopal et le coprince français sont égaux.
Lors de leurs prises de fonction respectives, chacun d'eux jure ou promet d'exercer ses fonctions conformément à la présente Constitution,

#### Garant de la Constitution
L'article 44(1) de la Constitution dispose que « les Coprinces sont le symbole et les garants de la permanence et de la continuité de l'Andorre ainsi que de son indépendance et du maintien du traditionnel esprit de parité et d'équilibre dans les relations avec les États voisins. Ils manifestent l'accord de l'État andorran dans ses engagements internationaux, conformément aux dispositions de la présente Constitution ».
L'article 44(2) ajoute qu'ils sont « les arbitres et les modérateurs du fonctionnement des pouvoirs publics et des institutions. À l'initiative de l'un d'entre eux, du Syndic général ou du chef du gouvernement, ils sont régulièrement informés des affaires de l'État ».

#### Immunité
Les coprinces, sauf si la Constitution en dispose autrement, n'engagent pas leur responsabilité lorsqu'un acte est adopté. La responsabilité de leurs actes incombe aux autorités qui les contresignent.

### Actes des coprinces
Les actes prévus aux articles 45 et 46 sont accomplis personnellement par les coprinces, à l'exception de ceux mentionnés aux articles 46(1)(e) à (h) qui peuvent l'être par délégation expresse.

#### Compétences partagées avec le gouvernement
L'article 45(1) de la Constitution dispose que « les Coprinces, avec le contreseing du chef du gouvernement ou, le cas échéant, du Syndic général, qui en assument la responsabilité politique :
- a) convoquent les électeurs en vue des élections générales, conformément aux dispositions de la Constitution;
- b) convoquent les électeurs en vue des opérations de référendum, conformément aux articles 76 et 106 de la Constitution;
- c) nomment le chef du gouvernement selon la procédure prévue par la Constitution;
- d) signent le décret de dissolution du Conseil général selon la procédure prévue à l'article 71 de la Constitution;
- e) accréditent les représentants diplomatiques de l'Andorre à l'étranger et reçoivent l'accréditation des représentants étrangers en Andorre[21];
- f) nomment les titulaires des autres institutions de l'État conformément à la Constitution et aux lois;
- g) sanctionnent et promulguent les lois en application de l'article 63 de la présente Constitution;
- h) expriment l'accord de l'État à s'engager dans des traités internationaux dans les conditions prévues au Chapitre III du Titre IV de la Constitution;
- i) accomplissent les autres actes que la Constitution leur attribue expressément ».

L'alinéa suivant dispose que « les actes prévus aux g) et h) du premier alinéa du présent article sont présentés simultanément à l'un et à l'autre des coprinces pour que, selon les cas, ils les sanctionnent et les promulguent ou expriment l'accord de l'État, et en ordonnent la publication dans un délai de huit à quinze jours. Au cours de cette période, les coprinces, conjointement ou séparément, peuvent s'adresser au Tribunal constitutionnel par un message motivé afin qu'il se prononce sur leur constitutionnalité. Si la décision du Tribunal est positive, l'acte peut être promulgué avec la signature de l'un des coprinces ».
Cependant, « lorsque des circonstances empêchent l'un des coprinces de procéder à l'accomplissement des actes énumérés au paragraphe 1 du présent article dans les délais constitutionnellement prévus, son représentant doit le notifier au Syndic général ou, le cas échéant, au chef du gouvernement. Dans ce cas, les actes, normes ou décisions concernés entrent en vigueur une fois écoulés lesdits délais, avec la signature de l'autre coprince et le contreseing du chef du gouvernement ou, le cas échéant, du Syndic général ».

#### Compétences propres
Les compétences propres des coprinces sont :
- a) l'exercice conjoint du droit de grâce ;
- b) la création et l'organisation des services qu'ils estiment nécessaires pour l'exercice de leurs fonctions institutionnelles, ainsi que de la nomination de leurs titulaires et l'accréditation de ces derniers à tous effets ;
- c) la désignation des membres du Conseil supérieur de la justice, conformément à l'article 89 alinéa 2 de la Constitution ;
- d) la nomination des membres du Tribunal constitutionnel, conformément à l'article 96 alinéa 1 de la Constitution ;
- e) la saisine préalable du Tribunal constitutionnel sur l'inconstitutionnalité des lois ;
- f) la saisine du Tribunal constitutionnel sur l'inconstitutionnalité des traités internationaux avant leur ratification ;
- g) la saisine du Tribunal constitutionnel pour conflit de compétences, lorsque les leurs sont en cause, conformément aux dispositions des articles 98 et 103 de la Constitution ;
- h) leur accord pour l'adoption d'un traité international, avant son approbation en session parlementaire, conformément aux dispositions de l'article 66 de la Constitution.

Il en résulte que les coprinces, qui n'ont pas la nationalité andorrane (sauf à perdre leur propre nationalité; l'Andorre n'acceptant pas la double nationalité), disposent à titre personnel et conjoint des pouvoirs donnés par les articles 46(1)(a) à (d) et, en absence de délégation expresse, des articles 46(1)(e) à (h). Ces pouvoirs sont donnés en apparente contradiction[Interprétation personnelle ?] avec le titre Ier de la Constitution qui dispose que « l'Andorre est un État de droit, indépendant » et que « la souveraineté réside dans le peuple andorran ». Ils doivent être exercés en langue officielle catalane.

## Vacance
L'article 49 de la Constitution dispose que, en cas de vacance de l'un des coprinces, l'Andorre « reconnaît la validité des procédures d'intérim prévues par leurs statuts respectifs, afin que le fonctionnement normal des institutions andorranes ne soit pas interrompu ».
Dans le cadre du coprince français, cette disposition renvoie à l'article 7, alinéa 4 et 5 (décès, démission ou empêchement définitif) ainsi qu’à l’article 68 (concernant la destitution) de la Constitution française du 4 octobre 1958.

## Titulaires actuels
- Josep-Lluís Serrano Pentinat, évêque d’Urgell : coprince épiscopal.
- Emmanuel Macron, président de la République française : coprince français[26].

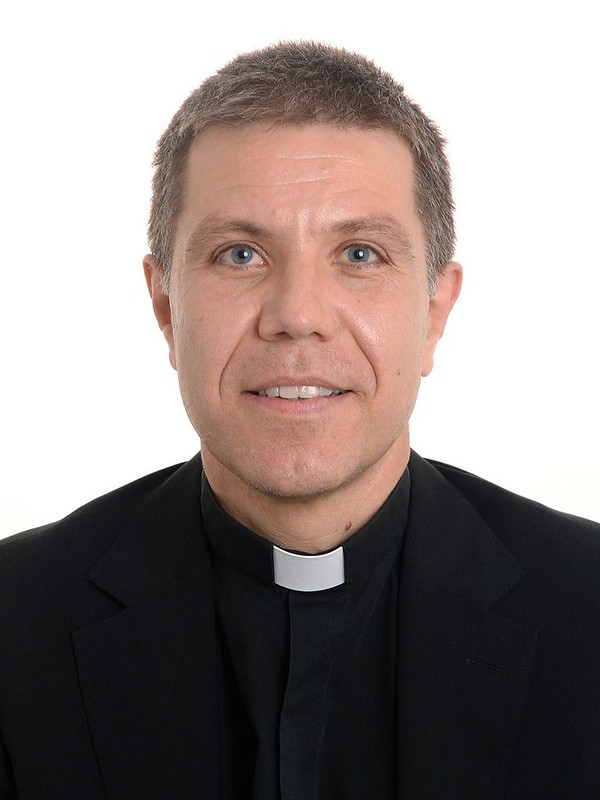
Josep-Lluís Serrano Pentinat, coprince épiscopal depuis 2025
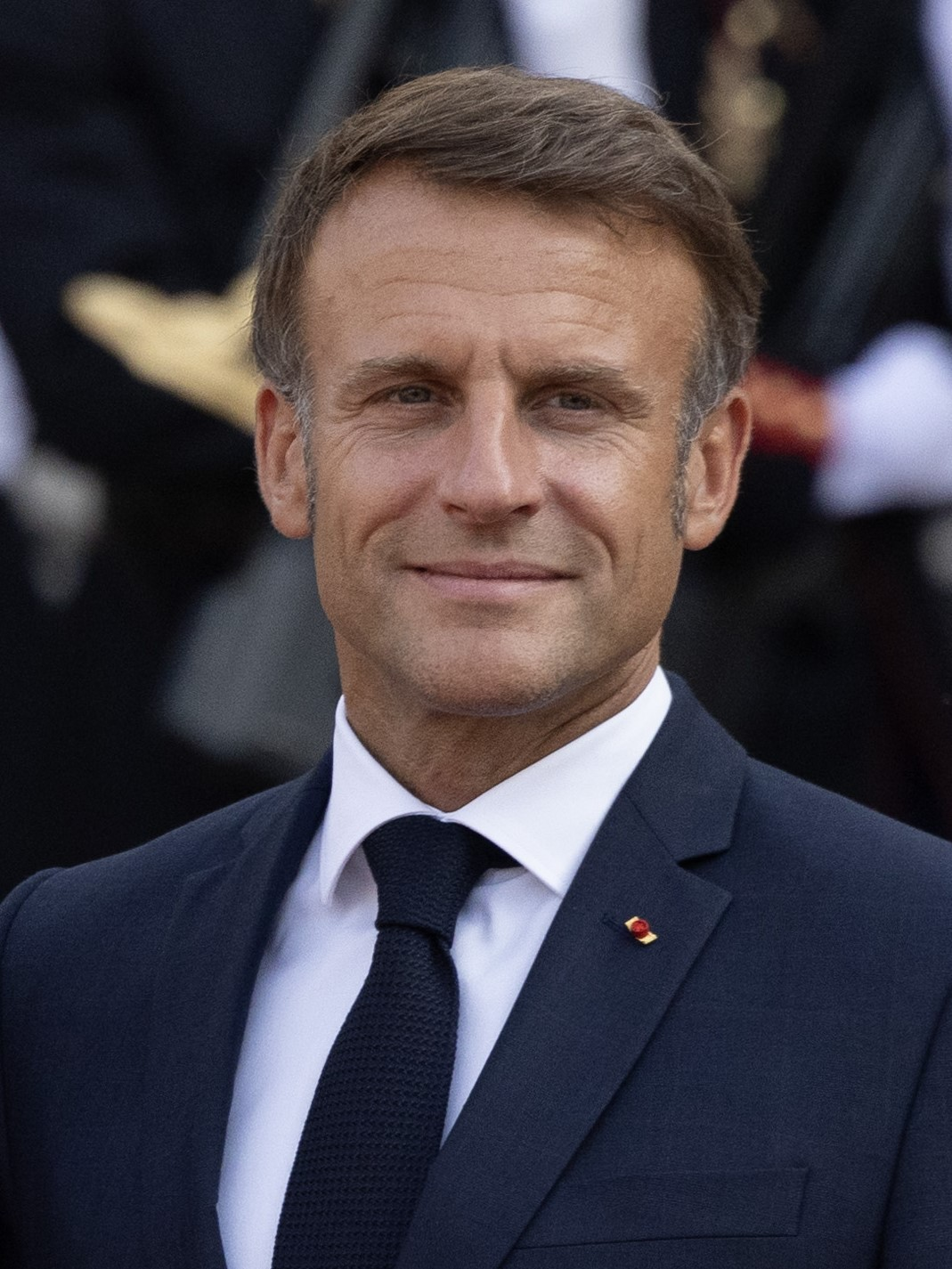
Emmanuel Macron, coprince français depuis le 14 mai 2017